# Bustelo (Amarante)
Bustelo ist Ort und eine ehemalige Gemeinde im Norden Portugals.
Bustelo gehört zum Kreis Amarante im Distrikt Porto. Die Gemeinde hatte eine Fläche von 7,7 km² und hat 521 Einwohner (Stand 30. Juni 2011).

Lage der ehemaligen Gemeinde im Kreis Amarante bis September 2013

Am 29. September 2013 wurden die Gemeinden Bustelo, Carvalho de Rei und Carneiro zur neuen Gemeinde União das Freguesias de Bustelo, Carneiro e Carvalho de Rei zusammengefasst. Bustelo ist Sitz dieser neu gebildeten Gemeinde.